# وزارت اقتصاد (افغانستان)
وزارت اقتصاد در قسمت طرح و ترتیب پالیسی و استراتیژی انکشاف اقتصادی و اجتماعی دولت برمبنای اقتصاد بازار، نظارت و کنترل از جریان تطبیق فعالیت‌های اقتصادی در سطح کشور افغانستان فعالیت می‌کند. این وزارت در زمینه رشد و انکشاف متوازن کلیه عرصه‌های اقتصاد ملی در مرکز و ولایات غرض رفع عقب ماندگی اقتصادی، ارتقای سطح زندگی مردم و فقرزدائی، ازدیاد عاید سرانه در روشنی پالیسی دولت، تشویق، حمایت و تقویت سکتور خصوصی رول اساسی دارد. قاری دین محمد حنیف وزیر سرپرست این وزارت میباشد.

## تاریخچه وزارت
افغانستان از نظر موجودیت منابع بشری و طبیعی دارای امکانات وسیع انکشاف اقتصادی و اجتماعی بوده ولی بنابر کمبود منابع سرمایه، دانش تخنیکی و عقب مانی سازمان‌های اقتصادی و اجتماعی تا هنوز از این امکانات طور لازم استفاده بعمل نیاورده است.
با در نظر داشتن عوامل فوق بمنظور انکشاف سریع کشور از اواخر سال‌های ۱۹۲۰ اقدامات منظمی از طریق پلنیزه نمودن بعضی از سکتورهای اقتصادی مانند سکتور مخابرات، انکشاف صنایع، معارف و به وجود آوردن اصلاحات اداری و اجتماعی بحیث سیاست مشخص حکومتی رویدست گرفته شد. چنانچه یک پلان هفت ساله انکشاف اقتصادی و اجتماعی تحت کار بود که شعله‌های جنگ دوم جهانی آن را با خاکستر برابر ساخت. بعد از ختم جنگ دوم جهانی دولت وقت روی پروژهای شامل پلن یادشده تجدید نظر نموده و به همین مبنا در وادی هلمند چندین پروژه را مورد تطبیق قرارداد؛ ولی ازآن جائیکه این پروژه‌ها و فعالیت‌های انکشافی یک نصب العین پلان گذاری معینِ را حایز نبوده و مربوط به انکشاف یک منطقه مملکت بوده بنا پروسه پلان گزاری به صورت اساسی مربوط به زمان شروع کار طرح و ترتیب پلن پنج ساله اول (برج عقرب سال ۱۳۳۳ ه‍. ش) می‌شود.
کار طرح و ترتیب پلان پنج سال اول انکشاف اقتصاد و اجتماعی تحت سرپرستی مرحوم سردار محمد داود صدراعظم و بانی پلان گذاری در افغانستان که ایجاد یک اقتصادملی، مستقل، مترقی و هماهنگ براساس پلان و بر پایه ساینس و تکنالوژی معاصر از جمله آرزوهای وی بود توسط عبدالملک عبدالرحیم زی وزیر مالیه و سرپرست وزارت اقتصاد ملی وقت، در برج عقرب سال ۱۳۳۳ شروع و در اخیر سال ۱۳۳۴ تکمیل گردید.
تطبیق این پلان با وجوه پیش‌بینی شده مبلغ ۱۱٫۹ میلیارد افغانی از برج میزان سال ۱۳۳۵ آغاز و الی سال ۱۳۴۰ ادامه یافت. متعاقباً پلان پنج ساله انکشاف اقتصادی و اجتماعی دوم با وجوه پیش‌بینی شده مبلغ (۳۱٫۳۵) میلیارد افغانی که توسط محترم عبدالحی عزیز از سال ۱۳۴۱ شروع و الی ۱۳۴۵ ادامه یافت.
در نتیجه تطبیق پلان‌های پنج ساله اول و دوم که اعمار زیربناهای اساسی در آن از جمله اولویت‌های مهم انکشاف اقتصادی بوده زمینه‌های تطبیق سایر برنامه‌ها در ساحات تولیدی و اجتماعی کشور مهیا گردید.
پلان پنج ساله انکشاف اقتصادی و اجتماعی سوم که با وجوه پیش‌بینی شده مبلغ (۲۵) میلیارد افغانی از سال ۱۳۴۶ الی سال ۱۳۵۰ ادامه یافت بنابر موجودیت یک سلسله مشکلات مالی و وضعیت خراب اقتصادی و اداری از زیربناهای به وجود آمده طی دو پلان پنجساله گذشته بمنظور صنعتی شدن کشور طوریکه لازم بود استفاده صورت نگرفت و بدینوسیله حجم سرمایه‌گذاری در این پلن به تناسب پلان پنج ساله دو هم کاهش یافت و موضوع عدم استفاده از زیربناهای موجود به منظور صنعتی شدن کشور عمومیت پیدا کرد. خشک سالی‌های متواتر سال‌های ۱۳۴۹ و ۱۳۵۰ وضع اقتصادی کشور را هنوز خرابتر نمود.
پلان پنج ساله انکشاف اقتصادی و اجتماعی چهارم که طی سال ۱۳۵۱ شروع گردید بنابر اینکه این پلان در شرایط غیر مطمین مالی و موجودیت مشکلت در بیلانس تادیات کشور ترتیب گردید بود از یک طرف از نظر حجم سرمایه‌گذاری و اهداف پیش‌بینی شده در تشکل اقتصادی کشور متضمن تغییر کلی نبود و از طرف دیگر بنابر تغییر نظام شاهی مشروط وقت به نظام جمهوری کلا مورد تطبیق قرار نگرفت. تذکر باید داد که طی سال‌های پلان پنج ساله سوم و چهارم به ترتیب عبدالله یفتلی معاون صدراعظم و وزیر پلان دکتر عبدالحکیم ضیائی دکتر عبدالواحد سرابی و علی احمد خرم بحیث وزیر پلان اجرای وظیفه نموده‌اند.
با به وجود آمدن نظام جمهوری ۲۶ سرطان سال ۱۳۵۲ یک نظم جدید در وضع اقتصادی کشور رونما گردید. دولت وقت افغانستان موضوع انکشاف و رشد سالم اقتصادی کشور را در سرلوحه مسایل ملی قرار داده و از جمله تعهدات جدی آن محسوب گردید چنانچه در نتیجه تغییرات قابل ملاحظه در سکتور زراعت، صنایع، پول و بانکداری، تجارت و رفاه عامه به وجود آمده و با استفاده از ظرفیت‌های صنعتی و با تطبیق پالیسی بهتر اقتصادی در سکتور زراعت رشد اقتصادی سریعتر گردید و حجم سرمایه‌گذاری‌ها به تناسب سال‌های گذشته به اندازه قابل ملاحظه انکشاف نمود. اگرچه در کشورهای دیگر به صورت کل بنابر موجودیت انفلاسیون شدید قیمت‌ها بسیار بلند رفت ولی با تطبیق معیارهای اساسی در ساحه پولی، مالی و ایجاد موسسات ضروری مالی در کشور نرخ‌ها استقرار پیدا کرد و تا حدودی شرایط تطبیق یک پلان اساسی در افغانستان مهیا گردید که بدین ترتیب پلان هفت ساله برای سال‌های (۱۳۶۱–۱۳۵۵) با وجوه مبلغ (۲۰۷) میلیارد افغانی با در نظرداشت اهداف ذیل طرح و ترتیب گردید:
- تسریع رشد اقتصادی به منظور بلند بردن سطح زنده گی مردم
- تعویض واردات، بلند بردن سطح استخدام، مهیا نمودن شرایط اساسی برای تأسیس صنایع ثقیله و بالا بردن تولیدات و ظرفیت‌های صنعتی بخاطر تأمین استقلال اقتصادی.
- تولید مواد خام صنعتی، تقویه بیلانس تادیات و ازدیاد تولیدات زراعتی به خاطر بلند بردن سطح استخدام و خودکفائی کشور از نظر مواد غذائی.
- ازدیاد عواید و سرمایه‌گذاری دولت و تشویق سکتور خصوصی بمنظور پس‌انداز و سرمایه‌گذاری‌های مولد.
- توزیع عادلانه عاید از طریق انکشاف خدمات اجتماعی و اصلاحات در ساحات مالی و زراعتی.
- به وجود آوردن زیربناهای وسیع در سکتورهای مواصلت، مخابرات، آبیاری و انرژی.
- تأمین شرایط نورمال اقتصادی از طریق استقرار قیمت‌ها و تطبیق پالیسی‌های هم آهنگ مالی و پولی.
- تقویت بیلانس تادیات از طریق تعویض واردات و ازدیاد صادرات و روش‌های خوب بازاریابی برای محصولت صادراتی.
- تأمین تولیدات ناخالص ملی به سطح (۵۳٫۷) درصد و رشد سالانه به سطح (۶۳) درصد. بر اساس این هدف در نظر بود تا تولیدات ناخالص ملی از (۹۶٫۶) میلیارد افغانی سال ۱۳۵۴ به سطح (۱۴۷٫۶۹) میلیارد افغانی و همچنان با درنظرداشت رشد (۲٫۲۵) نفوس، عاید سرانه از (۵٫۴) هزار افغانی سال ۱۳۵۴ به (۷) هزار افغانی در ختم پلن هفت ساله برسد.[۲]

ولی متأسفانه اهداف پیش‌بینی شده فوق در نتیجه کودتای هفت ثور سال ۱۳۵۷ و ترور وزیر پلان وقت علی احمد خرم در سال ۱۳۵۶ با آن که طی مدت کوتاهی (یک سال) نتایج خوبی درقبال داشت پیگیری نشد. لازم به تذکر است که بعد از شهادت علی احمد خرم، محمدخان جلالر وزیر تجارت الی کودتای هفت ثور به حیث وزیر سرپرست پلان اجرای وظیفه نمود.
با کودتای هفت ثور سیستم اقتصادی کشور که قبلاً سیستم مختلط اقتصادی بود به سیستم اقتصاد رهبری شده تغییر یافت و اولین وزیر پلان این سیستم سلطان علی کشتمند مقرر گردید که به تعقیب آن دکتر شاه ولی و انجینر محمد صدیق عالمیار این پست را بعهده گرفتند.
باید گفت که نام وزارت پلان بعد از کودتای هفت ثور به همکاری کمیته پلان گذاری دولتاتحاد جماهیر شوروی سوسیالستی به کمیته دولتی پلان گذاری تبدیل شد که رئیس کمیته دولتی پلان گذاری در عین زمان معاون صدراعظم و معاون اول این کمیته در بست وزیر بود اولین رئیس کمیته دولتی پلان گذاری صدراعظم وقت سلطان علی کشتمند و معاون اول آن یک مدتی محترم فتح محمد طرین و بعداً دکتور محراب الدین پکتیاوال بود. بعداً دکتور خلیل احمد ابوی، سرور منگل، انجینر محمد عزیز و محبوب الله کوشانی به ترتیب در وظیفه فوق مقرر شده‌اند و سید مرتضی با کلیه روسای فوق بحیث معاون اول کمیته دولتی پلان گذاری اجرای وظیفه نموده‌است.
بعداز اعلان سیاست آشتی ملی از طرف دکتور نجیب الله رئیس‌جمهور وقت نام کمیته دولتی پلان گذاری مجدداً به نام وزارت پلان مسمی و انجینر سلطان حسین بحیث وزیر آن مقرر گردید که بعد از مدتی دکتور عبدالواحد سرابی که قبلاً در زمان شاه بحیث وزیر پلان اجرای وظیفه نموده بود بحیث معاون صدراعظم و وزیر پلان مقرر شد.
در سال ۱۳۷۰ سمت وزارت پلان به محی الدین شهباز سپرده شد که الی ورود مجاهدین به کابل بحیث وزیر پلان ایفای وظیفه می‌نمود. در طی دوره سیستم اقتصادی رهبری شده یک تعداد پروژه‌های انکشاف اقتصادی و اجتماعی در چوکات جهات اساسی انکشاف اقتصادی واجتماعی افغانستان و فیصله‌های پلنوم یازدهم کمیته مرکزی حزب دیموکراتیک خلق افغانستان طرح و عملی گردید.
با ورود مجاهدین به کابل و ایجاد حکومت موقت پروفیسور صبغت الله مجددی، سید محمد علی جاوید بحیث معاون صدراعظم و وزیر پلان مقرر والی به وجود آمدن حکومت طالبان در همین سمت باقی ماند.
با ایجاد حکومت طالبان در سال ۱۳۷۵ مولوی حفیظ الله و بعداً به ترتیب قاری قاری دین محمد حنیف، مولوی مولوی سعدالدین سعید و مولوی مولوی محمد ظاهر انوری به‌عنوان وزیر پلان اجرای وظیفه نموده‌اند. لازم به یادآوری است که در طی مدت زمان حکومت طالبان کدام پلان یا برنامه انکشاف اقتصادی و اجتماعی طرح و تطبیق نگردیده‌است.
بعد از حادثه ۱۱ دسامبر ۲۰۰۱ (جدی سال ۱۳۸۰) که منجربه سقوط حکومت طالبان و ایجاد حکومت موقت گردید وزارت پلان وقت به اساس توافقات جلسه بن تحت نام وزارت‌های پلان و بازسازی ایجاد گردید بدین مفهوم که پروژه‌های جدید انکشاف اقتصادی و اجتماعی از طریق وزارت پلان که وزیر آن حاجی محمد محقق بود و کار پروژه‌های بازسازی را وزارت بازسازی که وزیر آن دکتور محمد امین فرهنگ بود منسجم و هم آهنگ می‌نمود.
این دو وزارت بنابر جنجال‌ها که بالای وظایف شان داشته از یک طرف و از طرف دیگر ایجاد دفتر مشابهه نبام AACA که وظایف پروژه وی را به پیش می‌برد کار قابل ملاحظه در رابطه به انکشاف اقتصادی و اجتماعی کشور نموده نتوانستند تا اینکه روی دلایل فوق محمد محقق از سمت وزارت پلان استعفا داده و بلادرنک دکتور رمضان بشردوست بحیث وزیر پلان مقرر گردید. این وزیر بنابر نداشتن تجربه کاری و جنجال‌ها که در رابطه به موسسات غیردولتی ایجاد نموده بود مجبور به استعفا شد و در نتیجه از شروع سال ۱۳۸۴ وزارت‌های پلان و بازسازی به اساس فرمان رئیس‌جمهور باهم مدغم و یک وزارت بنام وزارت اقتصاد ایجاد گردید.
اولین وزیر اقتصاد دکتور محمدامین فرهنگ بود که آن هم بعد از مدت زمانی بنابر عدم حصول رأی اعتماد از شورای ملی در پست وزارت اقتصاد و در نتیجه رای‌گیری مجدد بحیث وزیر تجارت و صنایع انتخاب گردید و بدینوسیله محترم دکتور محمد جلیل شمس بعد از حصول رأی اعتماد از شورای ملی بحیث وزیر اقتصاد انتخاب شدند.
باید گفت که طی زمان استقرار حکومت موقت و حکومات بعدی بمنظور انکشاف اقتصادی و اجتماعی افغانستان، اهداف انکشافی هزاره ملل متحد برای پانزده سال آینده، استراتیژی انکشاف ملی افغانستان (ANDS) برای پنج سال (۱۳۸۵–۱۳۹۱) شامل سه رکن اساس (امنیت، حکومت‌داری، حاکمیت قانون، حقوق بشر و رشد اقتصادی و اجتماعی) و قرارداد لندن با استفاده از کمک‌های جوامع بین‌المللی کمک دهنده ترتیب و مورد تطبیق قرار داده شد.
بمنظور دریافت منابع تمویلی برای تطبیق اهداف پیش‌بینی شده در اسناد فوق کنفرانس‌های توکیو، برلین، لندن و اخیراً پاریس به اشتراک نماینده گان کشورها و جوامع بین‌المللی کمک دهنده و سیستم ملل متحد یکی پشت دیگر دایر گردید است. طی سه کنفرانس‌های یادشده جمعاً (۳۸) میلیارد دالر از طرف جوامع بین‌المللی و کشورهای کمک دهنده در رابطه به بازسازی و انکشاف اقتصادی و اجتماعی افغانستان تعهد گردیده بود که از جمله ۱۵ میلیارد دالر (۵ میلیارد یا ۳۰ درصد از طریق دولت و باقی‌مانده مستقیماً از طریق دونرها) طی شش سال در پروژه‌های انکشافی به مصرف رسیده و در نتیجه یک تعداد پروژه‌های زیربنایی مانند اعمار و آسفالت سرکها، مکاتب، شفاخانه‌ها و غیره که عمدتاً زیربناها برای سکتور خصوصی می‌باشند تکمیل و مورد بهره‌برداری قرار گرفته‌است.
لازم به یادآوری است که در جلسه پاریس با درنظرداشت تعهدات تا اجرا قبلی جوامع بین‌المللی کمک دهنده و عواید دولت طی سال‌های ۱۳۸۷ – ۱۳۹۱ جمعاً مبلغ ۲۱ میلیارد دالر از جوامع بین‌المللی کمک دهنده تقاضا گردیده بود بیشتر از تقاضای دولت جمهوری اسلامی افغانستان از طرف دونرها تعهدات بعمل آمده و برای اولین بار یک تعداد کشورهای عربی و اروپائی شامل این پروسه گردیده‌اند. تفاوت این کنفرانس با سایر کنفرانس‌های قبلی عمدتاً در افغانی بودن پروسه یعنی طرح و ترتیب اسناد کنفرانس از طرف مسولین ذی‌ربط دولت جمهوری اسلامی افغانستان و بازرسی و ارزیابی مشترک کلیه کمک‌ها می‌باشد.

## فهرست وزیران
| شماره                                | تصویر | وزیر                | تصدی       | مدت   | حزب   | رئیس‌جمهور          |
| ------------------------------------ | ----- | ------------------- | ---------- | ----- | ----- | ------------------ |
| جمهوری اسلامی افغانستان (۲۰۰۱–اکنون) |       |                     |            |       |       |                    |
| ۱                                    |       | محمدامین فرهنگ      | ۲۰۰۴ ۲۰۰۶  | ۲ سال | مستقل | حامد کرزی          |
| ۲                                    |       | محمدجلیل شمس        | ۲۰۰۶ ۲۰۱۰  | ۴ سال | مستقل | حامد کرزی          |
| ۳                                    |       | انور الحق احدی      | ۲۰۱۰ ۲۰۱۲  | ۲ سال | مستقل | حامد کرزی          |
| ۴                                    |       | عبدالهادی ارغندیوال | ۲۰۱۲ ۲۰۱۵  | ۳ سال | مستقل | حامد کرزی اشرف غنی |
| ۵                                    |       | عبدالستار مراد      | ۲۰۱۵ ۲۰۱۷  | ۲ سال | مستقل | اشرف غنی           |
| ۶                                    |       | مصطفی مستور         | ۲۰۱۷ ۲۰۲۰  | ۳ سال | مستقل | اشرف غنی           |
| ۷                                    |       | کریمه حامد فاریابی  | ۲۰۲۰ اکنون |       | مستقل | اشرف غنی           |

## پیوندبه بیرون
- وبگاه رسمی وزارت اقتصاد افغانستان
- وبگاه رسمی بانک مرکزی افغانستان